# Ерні Хайк
Ерні Хайк (англ. Ernie Hicke, нар. 7 листопада 1947, Реджайна) — колишній канадський хокеїст, що грав на позиції лівого нападника. Молодший брат Білла Хайка.

## Ігрова кар'єра
Професійну хокейну кар'єру розпочав 1963 року.
Протягом професійної клубної ігрової кар'єри, що тривала 18 років, захищав кольори команд «Каліфорнія Голден-Сілс», «Атланта Флеймс», «Нью-Йорк Айлендерс», «Міннесота Норт-Старс» та «Лос-Анджелес Кінгс».

## Статистика НХЛ
| Сезон        | Клуб                     | Ліга         | Регулярний сезон | Регулярний сезон | Регулярний сезон | Регулярний сезон | Регулярний сезон | Плей-оф | Плей-оф | Плей-оф | Плей-оф | Плей-оф |
| Сезон        | Клуб                     | Ліга         | І                | Г                | П                | О                | ШХ               | І       | Г       | П       | О       | ШХ      |
| ------------ | ------------------------ | ------------ | ---------------- | ---------------- | ---------------- | ---------------- | ---------------- | ------- | ------- | ------- | ------- | ------- |
| 1970–71      | «Каліфорнія Голден-Сілс» | НХЛ          | 78               | 22               | 25               | 47               | 62               | —       | —       | —       | —       | —       |
| 1971–72      | «Каліфорнія Голден-Сілс» | НХЛ          | 68               | 11               | 12               | 23               | 55               | —       | —       | —       | —       | —       |
| 1972–73      | «Атланта Флеймс»         | НХЛ          | 58               | 14               | 23               | 37               | 37               | —       | —       | —       | —       | —       |
| 1972–73      | «Нью-Йорк Айлендерс»     | НХЛ          | 1                | 0                | 0                | 0                | 0                | —       | —       | —       | —       | —       |
| 1973–74      | «Нью-Йорк Айлендерс»     | НХЛ          | 55               | 6                | 7                | 13               | 26               | —       | —       | —       | —       | —       |
| 1974–75      | «Нью-Йорк Айлендерс»     | НХЛ          | 20               | 2                | 6                | 8                | 40               | —       | —       | —       | —       | —       |
| 1974–75      | «Міннесота Норт-Старс»   | НХЛ          | 42               | 15               | 13               | 28               | 51               | —       | —       | —       | —       | —       |
| 1975–76      | «Міннесота Норт-Старс»   | НХЛ          | 80               | 23               | 19               | 42               | 77               | —       | —       | —       | —       | —       |
| 1976–77      | «Міннесота Норт-Старс»   | НХЛ          | 77               | 30               | 20               | 50               | 41               | 2       | 1       | 0       | 1       | 0       |
| 1977–78      | «Лос-Анджелес Кінгс»     | НХЛ          | 41               | 9                | 15               | 24               | 18               | —       | —       | —       | —       | —       |
| Усього в НХЛ | Усього в НХЛ             | Усього в НХЛ | 520              | 132              | 140              | 272              | 407              | 2       | 1       | 0       | 1       | 0       |